# Калифорнијски конус
Калифорнијски конус (лат. Conus californicus) је врста морског пужа из рода конуса.
Ова мала врста је необична због тога што живи у хладнијим водама источног Пацифика, укључујући већину обалског дела Калифорније северно до Сан Франциска. Већина других конуса су заправо тропске врсте.
Ова врста лови и једе морске црве и мекушце, а такође је и лешинар.